# Осат
Осат је област у средњем Подрињу, смјештена у завијутку ријеке Дрине. Обухвата јужни дио општине Братунац и западни дио општине Сребреница.

## Географија
Лука Грђић Бјелокосић је 1908. забиљежио да се Осат простире од Тегарске ријеке уз Дрину до Жепе.
Сјеверозападно од Осата се налази Братунац, југоисточно Бајина Башта, а југозападно национални парк Тара.

## Насељена мјеста
Василије Стефановић који је радио као учитељ у Бајиној Башти од 1855. до 1861, и који је био сарадник Вука Стефановића Караџића, је 1860. записао да Осат чине сљедећа села:
Блажијевићи, Бољевићи, Божићи, Бујаковићи, Црвица, Јакетићи, Карина, Калиманићи, Костоломци, Крњићи, Млечва, Мошићи, Осатица, Петрича, Постоље, Прибидол Српски, Прибидол Турски, Радошевићи, Ратковићи, Станатовићи, Тегаре, Топлица, Вранешевићи, Вуцаре, Жабоквица Српска, Жабоквица Турска, Жлијебац.